# Ken Stabler
Kenneth Michael "Ken" Stabler (Foley, Alabama, 25 de dezembro de 1945 — Gulfport, Mississippi, 8 de julho de 2015) foi um jogador profissional de futebol americano estadunidense que atuava como quarterback na National Football League.
Em 2016, Ken Stabler foi selecionado para o Pro Football Hall of Fame.

## Carreira
Stabler, após começar a carreira na universidade do Alabama, ele se profissionalizou em 1970 e jogou na NFL pelo Oakland Raiders, time pelo qual foi campeão da temporada de 1976, pelo Houston Oilers e pelo New Orleans Saints. Ele se aposentou em 1984. Ken faleceu a 8 de julho de 2015.

### Números
- TDs-INTs: 194-222
- Jardas: 27 938
- QB Rating:	75,3